# Mr. Popper's Penguins
Mr. Popper's Penguins (bra: Os Pinguins do Papai; prt: Os Pinguins do Sr. Popper) é um filme estadunidense do gênero comédia, distribuído pela 20th Century Fox e estrelado por Jim Carrey. Foi dirigido por Mark Waters e adaptado por Sean Anders, John Morris e Jared Stern do romance homônimo de Richard e Florence Atwater. O filme foi originalmente programado para lançamento em 12 de agosto de 2011, mas antecipado para 17 de junho de 2011.

## Recepção
O Metacritic, que usa uma média ponderada, atribuiu ao filme uma pontuação de 53 em 100, baseado em 30 críticos, indicando críticas "mistas ou médias". No site agregador de críticas Rotten Tomatoes, 48% das 141 avaliações dos críticos são positivas. O consenso diz que, "suavemente inofensivo e completamente previsível (...) poderia ter sido pior -, mas deveria ter sido melhor."